# Manuel Costas Sanromán
Manuel Costas Sanromán (Panxón, Pontevedra, 8 de mayo de 1942-Sevilla, 15 de diciembre de 2020) fue un futbolista español que se desempeñaba como defensa.

Fue apodado como "Pecho lata" por su fortaleza física. Era un jugador fuerte, que luchaba por ganar siempre. Procedente de una aldea, pasó a vivir en la ciudad y eso le marcó.

## Clubes
| Club                       | País   | Año       |
| -------------------------- | ------ | --------- |
| Sevilla F. C.              | España | 1963-1964 |
| R. C. Recreativo de Huelva | España | 1964-1965 |
| Sevilla F. C.              | España | 1965-1974 |